# Violante Visconti

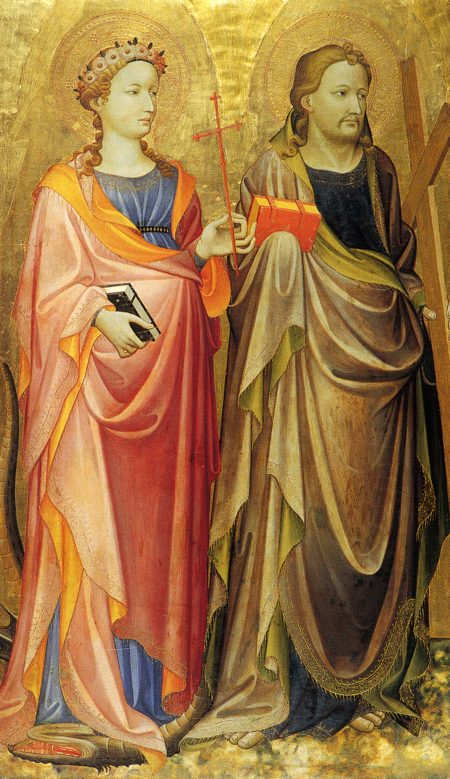
Violante Visconti en haar broer Gian Galeazzo.

Violante Visconti (Milaan, 1354 - Pavia, november 1386) was een lid van het Milanees adellijk geslacht Visconti.

## Levensloop
Violante was het tweede kind van Galeazzo II Visconti, heer van Milaan, uit diens huwelijk met Bianca van Savoye, dochter van graaf Aymon van Savoye.
Ze was dertien jaar toen ze door haar vader werd uitgehuwelijkt aan Lionel van Antwerpen (1338-1368), hertog van Clarence en de derde zoon van koning Eduard III van Engeland. Op 28 mei 1368 traden de twee in het huwelijk in de Kerk van Santa Maria Maggiore in Milaan. Ter gelegenheid van het huwelijk kreeg Violante van haar vader een uitgebreide bruidsschat, bestaande uit de provincies Alba, Mondovì, Kenites, Cherasco en Demonte. Het huwelijk was echter van korte duur: Lionel van Antwerpen stierf op 17 oktober 1368 in Alba, bijna vijf maanden na het huwelijk. Zijn dood was mogelijk het gevolg van een voedselvergiftiging. Hun huwelijk was kinderloos gebleven. 
Op 2 augustus 1377 onderhandelde haar vader een tweede huwelijk voor haar, ditmaal met markgraaf Otto III van Monferrato (overleden in 1378). Zestien maanden later, in december 1378, stierf Otto III in mysterieuze omstandigheden na een veldslag nabij Piacenza. Ook dit huwelijk bleef kinderloos.
Op 18 april 1381 huwde Violante met haar derde echtgenoot, haar neef Ludovico Visconti (1358-1404), gouverneur van Lodi en Parma. Hij was de zoon van haar oom langs vaderszijde Bernabò Visconti. Ze kregen een zoon Giovanni, die na 1382 werd geboren. Historica Barbara Tuchman suggereerde dat Ludovico in 1404 werd vermoord door Violantes broer Gian Galeazzo Visconti.
Violante Visconti stierf in november 1386 in Pavia, vermoedelijk op 32-jarige leeftijd.